# مورون (کوبا)
مورون (به اسپانیایی: Morón) یک منطقهٔ مسکونی در کوبا است که در استان سیه‌گو ده آویلا واقع شده‌است. مورون ۶۱۵٫۱ کیلومتر مربع مساحت و ۶۴٬۶۶۱ نفر جمعیت دارد و ۷ متر بالاتر از سطح دریا واقع شده‌است.